# Ephraim (Wisconsin)
Ephraim è un comune degli Stati Uniti, situato in Wisconsin, nella Contea di Door.